# Arthur Hailey
Arthur Hailey (Luton, Anglia, 1920. április 5. – Bahama-szigetek, 2004. november 24.) kanadai író.

## Élete
Arthur Hailey 1920. április 5-én született Luton városában George Wellington Hailey és Elsie Mary Wright gyermekeként. 1939–1947 között a Brit Királyi Légierő pilótája volt. 1947-ben Kanadába költözött. Első sikereit az 1965-ben írt Hotel című művével aratta.

## Magánélete
1951-ben házasságot kötött Sheila Marjorie Dunlop-pal. Hat gyermeke született; Jane, Steven, Diane, Roger, John és Mark.

## Művei
- Runway Zero Eight („John Castle” feltüntetett szerző, Hailey társszerző, 1958)[1]
- The Final Diagnosis (1959, magyarul: A végső diagnózis, 1990)
- In High Places (1962, magyarul: Felső körökben, 2001)
- Hotel (1965, magyarul: Hotel, 1988)
- Airport (1968, magyarul: Repülőtér, 1980)
- Wheels (1971, magyarul: Autóváros, 1986)
- The Moneychangers (1975, magyarul: Bankemberek, 1984 ISBN 963 307 024 4)
- Overload (1979, magyarul: Nagyfeszültség, 1990)
- Strong Medicine (1984, magyarul: Keserű pirula, 1991)
- Flight Into Danger (John Castle-lal, 1979, magyarul: Rémület a levegőben, 1980)
- The Evening News (1990, magyarul: Hírhajsza, 1991)
- Detective (1997, magyarul: Detektívek, 1997)

## Magyarul
- Repülőtér; ford. Kecskés Péter; Magvető, Bp., 1980 (Albatrosz könyvek)
- John Castle–Arthur Hailey: Rémület a levegőben; ford. Kecskés Péter; Magvető, Bp., 1980 (Albatrosz könyvek)
- Bankemberek. Regény; ford. Balabán Péter; Árkádia, Bp., 1984
- Autóváros; ford. Félix Pál; Magvető, Bp., 1986
- Hotel; ford. Falvay Mihály; Magvető, Bp., 1988
- Nagyfeszültség; ford. Fencsik Flóra; Magvető, Bp., 1990
- A végső diagnózis; ford. Árokszállásy Zoltán; Magvető, Bp., 1990
- Hírhajsza; ford. Fazekas László; Interpress–I.P. Coop, Bp., 1991 (IPM könyvtár)
- Keserű pirula; ford. Forinyák Éva; Európa, Bp., 1991
- Az Orion-terv; ford. Félix Pál; Merényi, Bp., 1995
- Detektívek; ford. Rindó Klára, Szabados Tamás; Magyar Könyvklub, Bp., 1997
- Felső körökben; ford. Szabó Attila; Merényi, Bp., 1997
- Túlterhelés; ford. Fencsik Flóra; Merényi, Bp., 1998

## Műveiből készült filmek
- Detektív (2005)
- Airport '79 – Concorde (1979)
- Airport '75 (1974)
- Airport (1970)
- Hotel (1967)